# Charles Cressent
Charles Cressent est un sculpteur et ébéniste français, né à Amiens le 16 décembre 1685 et mort à Paris le 10 janvier 1768.
Il est l'un des principaux représentants du style Régence et du style rocaille.

## Biographie

### Famille et formation
Charles Cressent est né à Amiens le 16 décembre 1685. Il est le petit-fils d’un ébéniste amiénois, Charles I Cressent (né vers 1619, mort à Amiens le 21 mars 1707) et le fils du sculpteur du roi Louis XIV, François Cressent (né le 5 novembre 1663, mort après 1746) marié en 1684 à Marie-Madeleine Bocquet.  
D’abord formé à la sculpture et à la ciselure par son père, il poursuit sa formation à l'Académie de Saint-Luc à Paris et est reçu maître sculpteur, le 14 août 1714. Alors âgé de 19 ans, il commence à travailler pour les sculpteurs Girardon et Le Lorrain. 
Il entre ensuite vers 1719 à l’atelier parisien de l'ébéniste Joseph Poitou, rival d’André-Charles Boulle, comme sculpteur ornemaniste spécialisé en bronze d'art.

### Un ébéniste de talent
Après la mort de Joseph Poitou, Charles épouse sa veuve Claude Chevanne le 30 septembre 1719 et reprend son atelier situé rue Notre-Dame-des-Victoires. Âgé de trente-quatre ans, il hérite de la charge d'ébéniste ordinaire des palais du duc d'Orléans, exerçant ainsi, sans posséder la maîtrise d'ébéniste et devient, par là même, ébéniste du Régent. Il compte dans sa clientèle le roi Louis XV, le roi Jean V de Portugal et l'Électeur Charles-Albert de Bavière mais aussi de grands amateurs tels que Crozat, Joseph Bonnier de La Mosson, Jean de Jullienne, Augustin Blondel de Gagny, et le duc de Richelieu.
Après le Régent et sa famille, le plus important des clients de Charles Cressent est le trésorier général de la Marine, Marcellin François Zacharie de Selle
Il dirige donc un atelier, conçoit des meubles, dessine et réalise, grâce à sa formation de sculpteur, les bronzes d'ameublement. Cela lui a valu plusieurs procès des fondeurs-ciseleurs en 1723 et 1743, puisqu'il transgressait les règles des corporations. En 1743, il employait chez lui pour la fabrication de ses ornements de bronze le fondeur Jacques Confesseur qui avait travaillé pour André Charles Boulle. Cressent et Confesseur sont alors condamnés à une amende avec interdiction de réunir deux ouvriers. En 1757, il est de nouveau condamné à payer 8 191 livres à la corporation.
En 1733, c'est au tour des doreurs, argenteurs et ciseleurs sur métaux d'attaquer juridiquement Charles Cressent. Ce n'est qu'en 1735 que Charles gagne le procès.
En 1746, avec son père, il prend à bail une maison située au coin des rues Notre-Dame-des-Victoires et Jonquelet. Le 23 janvier de cette même année, Charles Cressent organise sa première vente et rédige lui-même le catalogue.
Le 15 mars 1757, Charles Cressent organise sa deuxième vente et annonce mettre fin à sa carrière d’ébéniste.

« Le sieur Cressent se voit contraint aujourd'hui de quitter totalement sa profession par son âge déjà avancé et la faiblesse de sa vue »

— Charles Cressent, Préface du second catalogue, vente du  15 mars 1757

### Un collectionneur d’œuvres d'art
Il se consacre ensuite à l'enrichissement de ses collections jusqu'à son décès en 1768. Il est un des plus grands ébénistes de sa génération. À l’instar d’André-Charles Boulle, il fut un des rares ébénistes à bénéficier d’une grande notoriété de son vivant.
Charles Cressent était un collectionneur de tableaux, de bronzes et d'autres curiosités. Dans la vente qu'il fait le 15 janvier 1749, Charles Cressent prend le titre d'« ébéniste des palais de feu S. A. R. Mgr le duc d'Orléans ». La vente n'ayant pas réussi, il en a fait une deuxième le 15 mars 1757. Une troisième vente eut lieu en 1765 qui n'a pas épuisé sa collection et qui a été finalement entièrement vendue après sa mort. 

### Mort
Il est mort le 10 janvier 1768, vers 8h30 du soir, dans une maison de la rue Jonquelet, faisant le coin avec la rue Notre-Dame-des-Victoires. Il est enterré le 12 janvier à la chapelle Saint-Joseph (fermé en 1790 puis détruite), située rue Montmartre. 

## Œuvre

### Estampille
Dans la mesure où l'obligation d'apposer une estampille date de 1743, l'œuvre de Cressent, qui correspond au style Régence et au début du style rocaille, ne porte pas de signature. On peut cependant établir la provenance de certains meubles grâce aux procès-verbaux des deux saisies que la corporation des fondeurs fit faire chez lui en 1722 et en 1735, mais aussi grâce aux ventes qui eurent lieu de son vivant en 1748, en 1756 et en 1765 regroupant notamment des bureaux plats, des commodes et des médailliers.

### Commodes

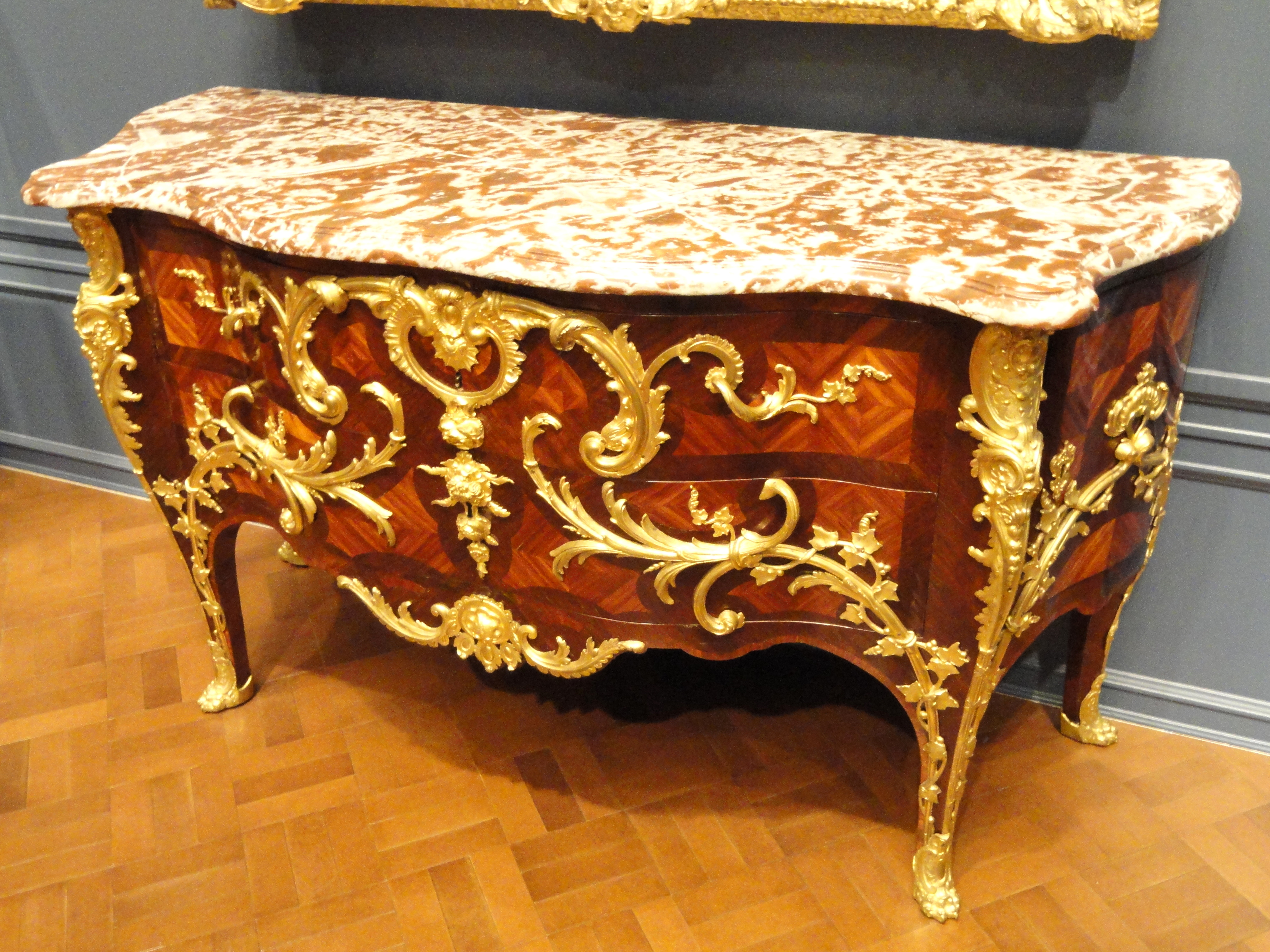
Commode, Paris, 1745-1749, Kansas City, musée d'art Nelson-Atkins.

Les commodes de Cressent connues sous le nom « à palmes et fleurs » en référence à leur monture de bronze doré possèdent toutes une monture de bronze composée de volutes, pendeloques florales, palmes et tablier. Les commodes de Cressent représentent la majorité de son activité qui est composée de bureaux plats, d’armoires et de bibliothèques. 
Ses commodes sont généralement « à la régence » en référence à leurs deux tiroirs et à leurs pieds élevés. La combinaison des bois satinés et de bois d’amarante, soit simplement plaquée, soit en marqueterie formant des dessins en forme de treillis ou de losange. Cressent réalisait lui-même ses propres bronzes donnant ainsi à son œuvre, bien que non estampillée, un caractère homogène et pour s’assurer que ses modèles ne soient pas reproduits, il supervisait la production dans son propre atelier. 
Cette particularité l’opposa en 1722-1723 et 1735 à la corporation des fondeurs-ciseleurs. D’après Alexandre Pradére : « en théorie nous ne pouvons pas retrouver des montures de bronze caractéristiques de Cressent sur des meubles d’autres ébénistes. », il apparaît alors qu’il est raisonnable d’attribuer les pièces de Charles Cressent par rapport à leur monture de bronze doré. 
De plus, il est important de noter qu’un groupe restreint de commodes incontestablement par Cressent existent, mais avec des bronzes inconnus de l’ébéniste, probablement ajoutés au cours des années 1750-1760 par des marchands-merciers (marchands d’objets de luxe) pour adapter les commodes au goût en vigueur dans la seconde partie du XVIIIe siècle. (Appartient à ce groupe, une commode passée en vente chez Sotheby’s Monaco le 14 juin 1982, sans nul doute par Cressent mais avec des bronzes de pur style Louis XV).

## Œuvres conservées

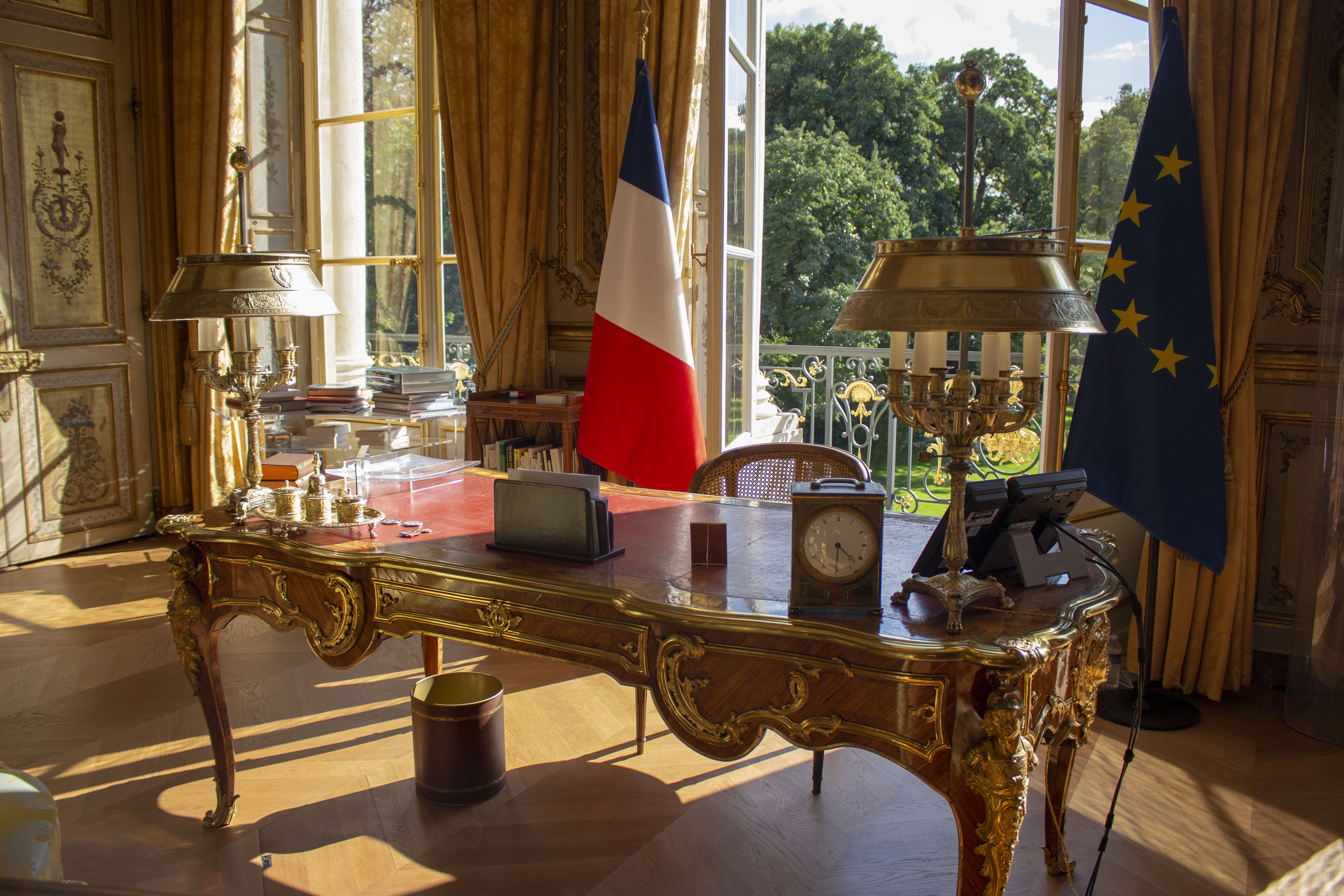
Bureau du Président de la République, salon doré du palais de l'Élysée à Paris.

Un certain nombre d’œuvres créées par Charles Cressent sont conservées notamment à :
- Amsterdam : Rijksmusem : Commode[24] ; cartel[25].
- Champs-sur-Marne : Château de Champs-sur-Marne : Bureau plat, très proche de celui de l’Élysée.
- Chantilly : Château de Chantilly : Pendule en forme de cartel supportée par deux chimères[26].
- Lisbonne : Fondation Calouste-Gulbenkian : une table ; une paire de bibliothèques et leur bronze symbolisant les quatre saisons[27] ; une paire de médailliers ; une paire de commodes ; une paire d'encoignures. Mobilier acheté par Calouste Gulbenkian à des collectionneurs comme Alphonse et Nathaniel de Rothschild ou dans les salles de ventes de Londres entre 1919 et 1949.
- Londres : 
  - Victoria & Albert Museum : Commode à deux tiroirs sans traverse ornée de palmes, rinceaux et motifs rocailles en bronzes[28].
  - Wallace Collection : Bureau plat, acajou plaqué et bronze doré, attribué à Cressent ; grande commode à deux rangs de tiroirs[29].
- Los Angeles : J. Paul Getty Museum : Commode ornée de bronze doré avec branchages et appliques d'enfant[30] ; bureau plat à trois tiroirs et ses bronzes dorés à espagnolettes[31].
- Munich : Résidence de Munich : Commode marquetée de quadrillages et ses bronzes "aux enfants musiciens"[32] ; grand bureau plat et ses bronzes "aux espagnolettes"[33].
- New York : Metropolitan Museum of Art : Commode[34].

- Paris
  - Musée des Arts décoratifs : Buste d'espagnolette bouclée[35].
  - Musée du Louvre : Commode à deux tiroirs décorée d'un bronze doré "au singe" (vers 1745)[36] ; bureau plat à trois tiroirs orné de bronze doré et espagnolettes (vers 1740)[37] ; armoire à deux portes[38] ; commode à deux tiroirs décorée de bronze doré "à palmes et fleurs"[39].
  - Palais de l'Élysée, salon doré : bureau du Président de la République. Ce bureau Louis XV a été installé dans cette pièce à la demande du général de Gaulle. Chef d’œuvre du mobilier français, ce bureau est aujourd'hui considéré comme le meuble le plus précieux de l’Élysée[40]. Tous les Présidents de la Ve République, à l'exception de Valéry Giscard d'Estaing qui préféra s'installer dans un bureau d'angle, firent du salon doré leur lieu de travail.
- Thoiry : Château de Thoiry : Commode d’enfilade aux bronzes et au marbre rouge des Flandres.
- Versailles : Château de Versailles : Bureau plat à trois tiroirs décoré de bronze doré et espagnolettes[41].

- Waddesdon : Waddesdon Manor : paire de commodes à deux tiroirs ornée de bronze doré "au singe" ; commode ornée de bronze doré "aux enfants et branche de chêne" ; meuble d'appui à deux portes ; grand bureau plat à trois tiroirs.